# Jean Sandherr
Pour les articles homonymes, voir Sandherr.
Jean Sandherr, né le 6 juin 1846 à Mulhouse et mort le 24 mai 1897 à Paris, est un officier français mêlé à l'affaire Dreyfus.

## Biographie
Alsacien originaire du Haut-Rhin, Nicolas Jean Robert Conrad Auguste Sandherr est le fils d'un greffier du tribunal de commerce de Mulhouse, Nicolas Charles Louis Auguste Sandherr, et d'Anne Marie Madeleine Wulhelm. Sa sœur Anne épouse Paul Ferdinand Japy, membre de la célèbre famille Japy et de la haute société protestante locale, qui a pour cousin germain Édouard Japy, le père de Meg Steinheil, la maîtresse du président de la République Félix Faure, qui sera mêlé à l'affaire Dreyfus. 
Jean Sandherr intègre l'École spéciale militaire de Saint-Cyr en 1864 (promotion d'Oajaca, 1864-1866).
Il en sort 85e sur 239 élèves en 1866 et intègre le 11e bataillon de chasseurs à pied (BCP) en qualité de sous-lieutenant.
Il participe à la guerre franco-allemande de 1870 en tant que lieutenant au 9e BCP et est blessé au combat. Le 28 octobre 1870, il est fait prisonnier de guerre à la suite de la capitulation de l'armée Bazaine à l'issue du siège de Metz.
Il opte pour la nationalité française à la suite du traité de Francfort de 1871. 
Capitaine en 1873, ce profil à haut potentiel est admis dans la première promotion (1876-1877) des élèves de l'École supérieure de Guerre et en sort breveté d'état-major.
Servant en Tunisie au 2e régiment de tirailleurs algériens au moment de l'annexion de ce protectorat, le capitaine Sandherr est chargé de classer les tribus tunisiennes selon leur degré d'hostilité à la pénétration française.

### Sandherr et l'affaire Dreyfus
Nommé chef de bataillon en 1885, il rejoint en qualité de chef-adjoint la Section de statistique de l'État-major de l'armée, dénomination anodine sous laquelle se dissimule le service de contre-espionnage militaire français.
En 1887, il en prend le commandement. 
Chevalier de la Légion d’honneur depuis septembre 1870, il est promu officier de l'ordre le 28 décembre 1888. 
Promu lieutenant-colonel en 1891, il est sous les ordres directs du général Gonse lorsque débute l'affaire Dreyfus.
Sandherr est secondé dans ses fonctions par le commandant Henry, officier sorti du rang qui a toute la confiance du général Gonse.
En septembre 1894, grâce à une femme de ménage, le contre-espionnage français intercepte une note manuscrite trouvée dans une corbeille à papier de l'ambassade d'Allemagne à Paris.
Le document établit que des secrets militaires français sont livrés à l'ennemi.
Sandherr, sans doute aveuglé par son antisémitisme — et ne tenant aucun compte de l'enquête de moralité qu'il avait fait mener à Mulhouse sur Dreyfus et qui lui avait indiqué le grand patriotisme des Dreyfus —, se satisfait de l'enquête expéditive qui désigne le capitaine Dreyfus.
Promu colonel le 14 avril 1895, Sandherr quitte ses fonctions le 1er juillet 1895 pour prendre le commandement du 20e régiment d'infanterie à Montauban. 
Son successeur à la tête de la Section de statistique est le lieutenant-colonel Picquart, qui agira de façon plus rigoureuse et s'engagera en faveur de la réhabilitation de Dreyfus.
Le colonel Sandherr ne connaîtra pas le dénouement de l'affaire dont il a été l'un des initiateurs. 
Il quitte le service actif en décembre 1896 frappé de paralysie générale, nom anciennement donné à la méningo-encéphalite de la neurosyphilis.
Jean Sandherr meurt à son domicile du 17e arrondissement de Paris le 24 mai 1897 avant que le scandale ne vienne au grand jour.

## Publications
- C. Sandherr, L'Armée prussienne en Alsace pendant l'hiver dernier, Paris, Ch. Tanera, coll. « Réunion des officiers », 1872, 16 p. (BNF 31294600, lire en ligne).

## Au cinéma
Dans le film J'accuse (2019) de Roman Polanski, son rôle est joué par Éric Ruf.